# Isländische Fußballmeisterschaft der Frauen 1975
Die Isländische Fußballmeisterschaft der Frauen 1975 (isländisch 1. deild kvenna) war die vierte Austragung der höchsten isländischen Spielklasse im Frauenfußball. Sie startete am 15. Juni und endete am 27. Juli 1975 mit dem Finale zwischen FH Hafnarfjörður und Fram Reykjavík (3:1). Damit gelang dem Titelverteidiger aus Hafnarfjörður bereits der dritte Titelgewinn in der Geschichte des Wettbewerbs.

## Meisterschaft

### Gruppe A

#### Abschlusstabelle
| Pl.               | Verein               | Sp. | S | U | N | Tore    | Diff. | Punkte |
| ----------------- | -------------------- | --- | - | - | - | ------- | ----- | ------ |
| 1.                | FH Hafnarfjörður     | 3   | 3 | 0 | 0 | 011:000 | +11   | 06:0   |
| 2.                | Keflavík ÍF          | 3   | 2 | 0 | 1 | 009:400 | +5    | 04:20  |
| 3.                | UMF Grindavík        | 3   | 1 | 0 | 2 | 002:700 | −5    | 02:40  |
| 4.                | Haukar Hafnarfjörður | 3   | 0 | 0 | 3 | 000:110 | −11   | 0:60   |
| Stand: Saisonende |                      |     |   |   |   |         |       |        |

#### Kreuztabelle
| FH Hafnarfjörður     |     | –   | 1:0 | 7:0 |
| Keflavík ÍF          | 0:3 |     | –   | –   |
| UMF Grindavík        | –   | 1:6 |     | 1:0 |
| Haukar Hafnarfjörður | –   | 0:3 | –   |     |

### Gruppe B
| Pl. | Verein               | Sp. | S | U | N | Tore    | Diff. | Punkte |
| --- | -------------------- | --- | - | - | - | ------- | ----- | ------ |
| 1.  | Fram Reykjavík       | 3   | 3 | 0 | 0 | 013:300 | +10   | 06:0   |
| 2.  | Breiðablik Kópavogur | 3   | 2 | 0 | 1 | 013:500 | +8    | 04:20  |
| 3.  | Þróttur Reykjavík    | 3   | 1 | 0 | 2 | 005:500 | ±0    | 02:40  |
| 4.  | UMF Stjarnan         | 3   | 0 | 0 | 3 | 002:200 | −18   | 0:60   |

#### Kreuztabelle
| Fram Reykjavík       |     | –   | 2:1 | –   |
| Breiðablik Kópavogur | 1:3 |     | –   | –   |
| Þróttur Reykjavík    | –   | 1:3 |     | 3:0 |
| UMF Stjarnan         | 1:8 | 1:9 | –   |     |

### Finale
| Paarung          | FH Hafnarfjörður – Fram Reykjavík                                                                                    |
| Ergebnis         | 3:1 (1:1) |
| Datum            | 27. Juli 1975 |
| Stadion          | Kópavogsvöllur, Kópavogur                                                                                            |
| Schiedsrichter   | Baldur Þórðarson |
| Tore             | 1:0 Svanhvít Magnúsdóttir (10. Minute) 1:1 Oddný Sigsteinsdóttir 2:1 Svanhvít Magnúsdóttir 3:1 Svanhvít Magnúsdóttir |
| FH Hafnarfjörður | Cheftrainer: Helga Ragnarssón                                                                                        |